# Tužka

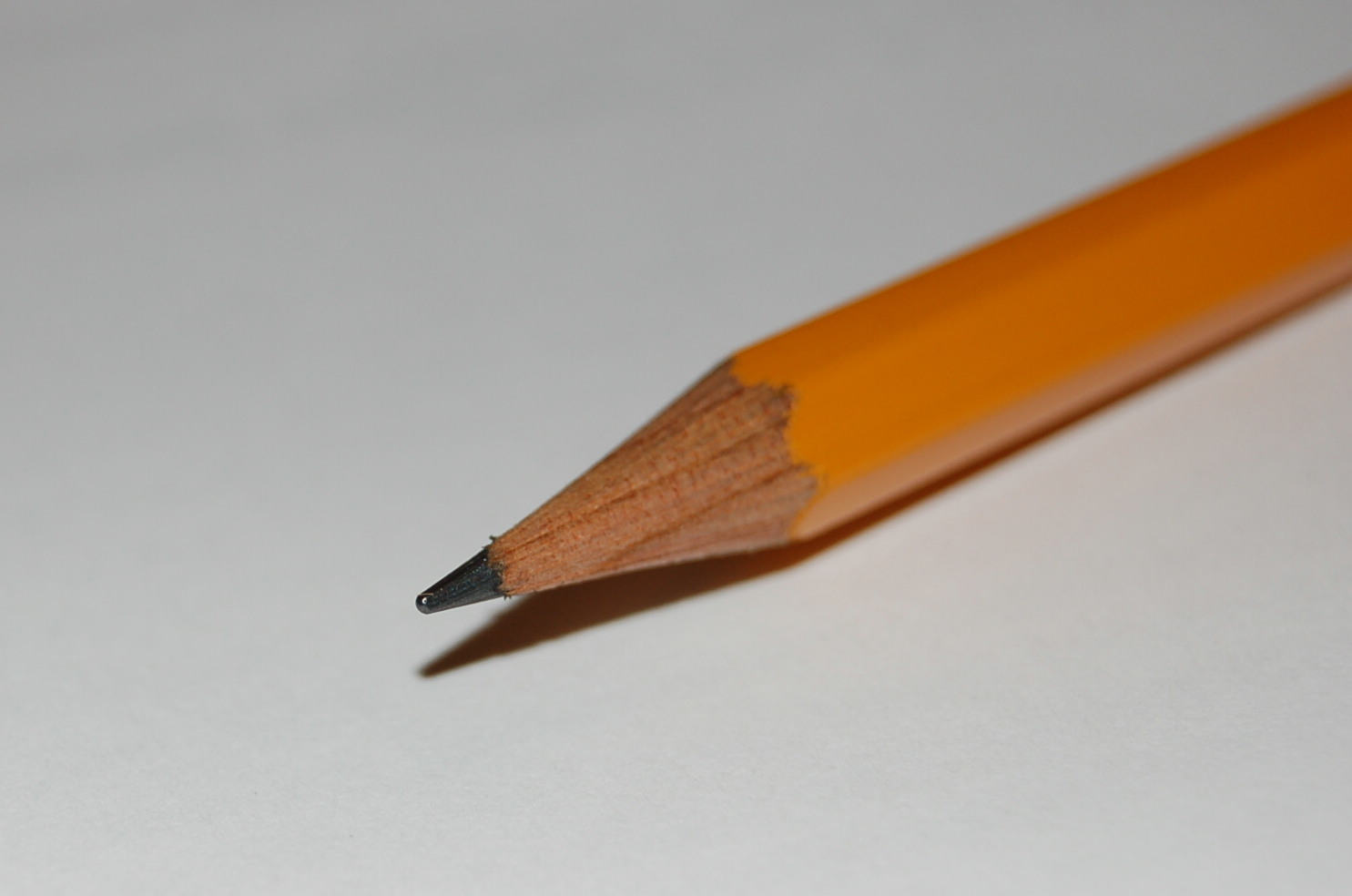
Hrot tužky

Tužka je psací a kreslící nástroj, který jako psací materiál používá tuhu, směs grafitu a jílu. Nejčastěji je tuha uložená v dřevěném pouzdře (obyčejná tužka), případně tužka umožňuje vysouvání výměnné tuhy (verzatilka, mikrotužka). V širším významu může označovat i další obdobné psací potřeby (např. propisovací tužka).
Kreslení či psaní probíhá odíráním tuhy o podložku. Na stejném principu je založena i pastelka, která má tuhu barevnou a primárně je určena ke kreslení. Nejznámějším českým výrobcem je Koh-i-noor Hardtmuth, v zahraničí patří mezi významné výrobce např. švýcarský Caran d'Ache.
K ostření hrotu tužky se používá nůž či ořezávátko. K finální úpravě špičky se používá brousítko s brusným papírem nebo tzv. hrotítko. Nakreslenou stopu lze odstraňovat mazací gumou, kterou může být opatřen konec tužky.

## Historie tužky
Předchůdcem tužky byla od starověku užívaná stříbrná nebo olověná tyčinka. Rozmach používání grafitu nastal až v 16. století, kdy bylo v Anglii v Jezerní oblasti (Lake District) u vesnice Borrowdale objeveno bohaté ložisko kvalitního grafitu. Anglie vývoz grafitu zakázala, proto měla na výrobu tužek monopol. V jiných zemích nebyla ložiska tak kvalitní, aby anglickou tužku ohrozila.
Tužku v dnešní podobě vynalezli na konci 18. století nezávisle na sobě Rakušan Josef Hardtmuth a Francouz Nicolas-Jacques Conté. Čistý grafit byl nahrazen směsí rozemletého grafitu s jílem (hlínou) vypálenou v peci. To umožnilo vyrábět tužky s různou tvrdostí. Tak došlo v 19. století ke všeobecnému rozšíření tužek, vyráběných mj. v Hardtmuthem založené továrně Koh-i-noor, kterou jeho syn Carl roku 1848 přesunul z Vídně do Českých Budějovic.

## Výroba tužek
Základní etapy výroby jsou:

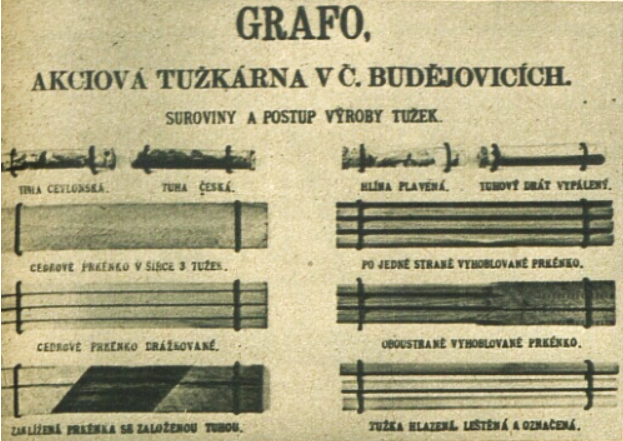
Schema výroby tužek (Grafo, Č. Budějovice, 1927)

- Materiály – Většina tužek je vyrobena ze dřeva nebo plastu. Dřevěné tužky se vyrábějí z různých dřev jako je lípa, olše či smrk. Lepší druhy tužek ze dřeva cedru. Grafity či tak zvané tuhy, které tvoří jádro tužky, jsou vyrobeny z jílu a grafitového prachu.
- Tvarování dřeva nebo plastu – Dřevo je buď vyřezáváno do požadovaného tvaru, nebo se plastové trubice tvarují pomocí extruzního procesu. Následně jsou tyto polotovary řezány na krátké kusy, což připravuje cestu pro další kroky výroby.
- Příprava grafitů – Grafity jsou vytvořeny smícháním grafitového prachu s jílem a vodou. Tato směs je pak vytvarována do potřebného tvaru a velikosti.
- Montáž – Jádro tužky (grafit) je umístěno do středu dřevěného nebo plastového obalu. Přesný postup se liší podle výrobce, ale většinou zahrnuje lepení nebo upínání.
- Lakování a tisk – Tužky mohou být lakovány nebo tištěny s různými vzory, značkami nebo informacemi. Tato fáze přidává estetický prvek a zároveň chrání povrch tužky.
- Broušení:

Konečná fáze zahrnuje broušení tužky, aby získala ostrý hrot. To může být provedeno ručně nebo pomocí automatických strojů.
Celý proces výroby tužek kombinuje tradiční a moderní technologie, což umožňuje masovou produkci těchto běžných psacích potřeb. Výrobní postupy mohou být u jednotlivých výrobců odlišné.

## Tvrdost tužek

### Evropský systém
Evropský systém užívá kombinace písmen H (hard - tvrdý), F (firm - pevný) a B (black - černý). Tento standard označování gradací systémem číslic a písmeny H a B a event. F, má původ ve firmě Koh-i-noor Hardtmuth u tužky pod označením 1500. „H“ značí HARDTMUTH, „B“ Budějovice a speciální střední gradace „F“ značí Franz Hardtmuth, což je vynálezce moderní technologie umožňující výrobu grafitové tužky ve škále gradací.
|           |    |    |    |    |    |         |         |         |         |    |   |    |    |    |          |          |          |    |    |
| 9H        | 8H | 7H | 6H | 5H | 4H | 3H      | 2H      | H       | F       | HB | B | 2B | 3B | 4B | 5B       | 6B       | 7B       | 8B | 9B |
| Nejtvrdší | →  | →  | →  | →  | →  | Střední | Střední | Střední | Střední | →  | → | →  | →  | →  | Nejměkčí | Nejměkčí | Nejměkčí |    |    |

Nejměkčí tuha je 8B (9B už je přírodní grafit), nejtvrdší tuha je 10H.

### Americký systém
Americký systém značení užívá jen čísla. Přibližné srovnání podává následující tabulka.
| odstín | USA    |   | Evropa |
|        | #1     | = | B      |
|        | #2     | = | HB     |
|        | #2 ½ * | = | F      |
|        | #3     | = | H      |
|        | #4     | = | 2H     |

* Někdy jsou k vidění i hodnoty 2 4/8, 2.5, 2 5/10, z důvodů patentové ochrany označení
| kvalitní | obyčejné | kvalitní | obyčejné | kvalitní | obyčejné |
| -------- | -------- | -------- | -------- | -------- | -------- |
| 10H      |          | F        | 3        | B        | 2 1/4    |
| 9H       | 9        | HB       | 2 1/2    | 2B       | 2        |
| 8H       | 8        |          |          | 3B       | 1 1/2    |
| 7H       | 7        |          |          | 4B       | 1        |
| 6H       | 6        |          |          | 5B       | 0        |
| 5H       | 5 1/2    |          |          | 6B       | 00       |
| 4H       | 5        |          |          | 7B       |          |
| 3H       | 4 1/2    |          |          | 8B       |          |
| 2H       | 4        |          |          | 9B       |          |
| H        | 3 1/2    |          |          |          |          |

## Jiné typy tužek

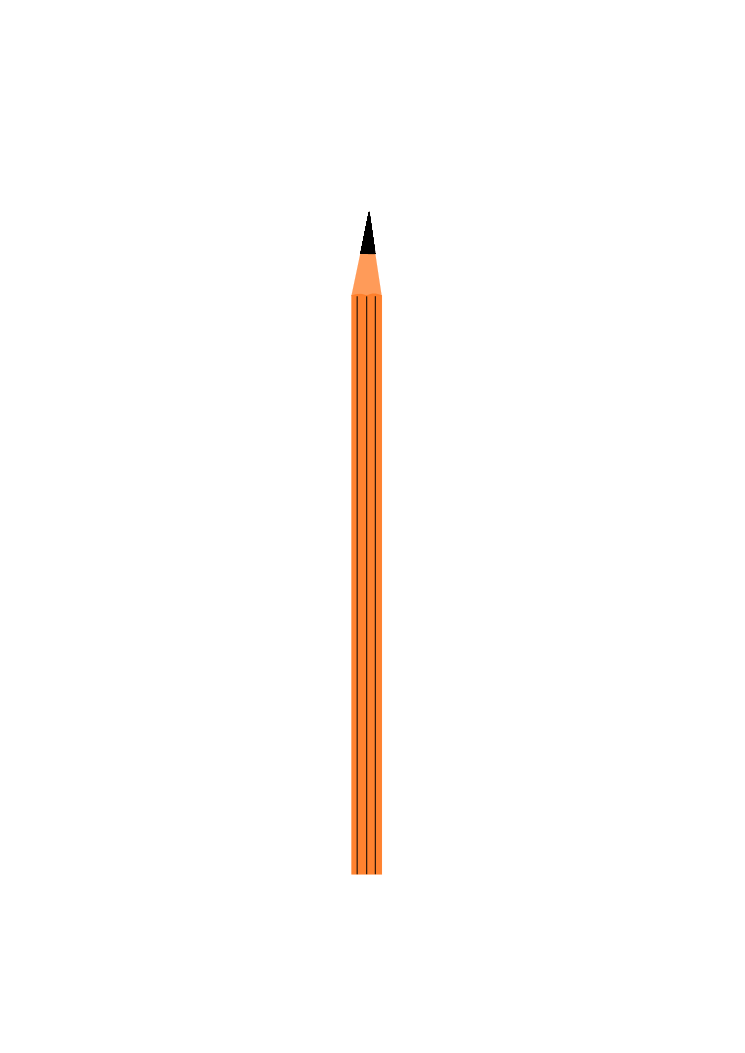

Pro speciální použití se vyrábí i jiné typy tužek. Liší se velikostí, tvrdostí nebo barevností tuhy, jsou určeny pro zvláštní povrchy apod.
Příklady:
- pastelka
- inkoustová tužka
- tesařská tužka
- zednická tužka
- padací tužka - verzatilka
- mikrotužka